# Алмена (Вісконсин)
Алмена (англ. Almena) — селище (англ. village) в США, в окрузі Беррон штату Вісконсин. Населення — 705 осіб (2020).

## Географія
Алмена розташована за координатами 45°24′54″ пн. ш. 92°2′17″ зх. д. / 45.41500° пн. ш. 92.03806° зх. д. (45.414927, -92.038166).  За даними Бюро перепису населення США в 2010 році селище мало площу 2,96 км², уся площа — суходіл.

## Демографія
Згідно з переписом 2010 року, у селищі мешкало 677 осіб у 297 домогосподарствах у складі 178 родин. Густота населення становила 229 осіб/км².  Було 337 помешкань (114/км²).
Расовий склад населення:
| - 96,2 % — білих - 0,9 % — корінних американців - 0,3 % — азіатів - 0,1 % — чорних або афроамериканців |

До двох чи більше рас належало 2,2 %. Частка іспаномовних становила 0,7 % від усіх жителів.
За віковим діапазоном населення розподілялося таким чином: 23,5 % — особи молодші 18 років, 60,3 % — особи у віці 18—64 років, 16,2 % — особи у віці 65 років та старші. Медіана віку мешканця становила 39,3 року. На 100 осіб жіночої статі у селищі припадало 100,9 чоловіків;  на 100 жінок у віці від 18 років та старших — 103,1 чоловіків також старших 18 років.
Середній дохід на одне домашнє господарство  становив 43 586 доларів США (медіана — 38 313), а середній дохід на одну сім'ю — 52 992 долари (медіана — 48 750). Медіана доходів становила 34 375 доларів для чоловіків та 29 464 долари для жінок. За межею бідності перебувало 16,4 % осіб, у тому числі 10,9 % дітей у віці до 18 років та 17,9 % осіб у віці 65 років та старших.
Цивільне працевлаштоване населення становило 338 осіб. Основні галузі зайнятості: виробництво — 31,1 %, освіта, охорона здоров'я та соціальна допомога — 18,6 %, сільське господарство, лісництво, риболовля — 15,4 %.